# Quan điểm phát triển
Phát triển là phạm trù triết học dùng để khái quát quá trình vận động từ thấp đến cao, từ kém hoàn thiện đến hoàn thiện hơn, từ chất cũ đến chất mới ở trình độ cao hơn của tự nhiên, xã hội và tư duy.

## Nguyên lý
Triết học duy vật biện chứng cho rằng, phát triển là một phạm trù triết học khái quát quá trình vận động tiến lên từ thấp lên cao, từ kém hoàn thiện đến hoàn thiện hơn của sự vật. Nguồn gốc của sự phát triển là quá trình giải quyết mâu thuẫn trong bản thân sự vật. Cách thức của sự phát triển là quá trình tích lũy về lượng, thay đổi về chất trong sự vật. Khuynh hướng của sự phát triển là quá trình phủ định của phủ định, cái mới ra đời thay thế cái cũ.
Phát triển mang tính khách quan, tức là nguồn gốc của nó nằm trong chính bản thân sự vật, hiện tượng chứ không phải do tác động từ bên ngoài và đặc biệt không phụ thuộc vào ý thức, ý muốn chủ quan của con người; mang tính phổ biến, vì nó diễn ra ở khắp mọi nơi trong các lĩnh vực tự nhiên, xã hội và tư duy, trong mọi không gian và thời gian; mang tính đa dạng, phong phú, tức là tùy thuộc vào hình thức tồn tại cụ thể của vật chất mà phát triển diễn ra nhiều hình thức khác nhau, nó còn phụ thuộc vào không gian và thời gian, vào các yếu tố, điều kiện tác động lên sự phát triển đó.

## Yêu cầu
Khi nhận thức sự vật phải nhận thức nó trong sự vận động, phát triển, không đánh giá sự vật ở trạng thái đứng im, không vận động, chết cứng. Quan điểm phát triển đòi hỏi phải chống lại quan điểm bảo thủ, trì trệ, ngại khó, ngại đổi mới, dễ bằng lòng với thực tại.
Phát triển là khó khăn, phức tạp vì phải giải quyết mâu thuẫn bên trong sự vật; là quá trình tích lũy về lượng, thay đổi về chất lâu dài; là quá trình phủ định thay thế cái cũ. Nhận thức được điều này sẽ tránh tình trạng chủ quan, giản đơn khi đề ra con đường, biện pháp thúc đẩy sự vật, hiện tượng phát triển.
Tư duy cần phải mềm dẻo, linh hoạt cho phù hợp với sự thay đổi của sự vật, hiện tượng. Thực hiện tốt yêu cầu này sẽ khắc phục được bệnh giáo điều trong nhận thức và hoạt động thực tiễn.

## Bài liên quan
- Quan điểm toàn diện
- Giáo điều